# ساتیش کایشیک
ساتیش کایشیک (به انگلیسی: Satish Kaushik) (زاده ۱۳ آوریل ۱۹۵۶) بازیگر هندی است.
از فیلم‌های معروف او می‌توان به بازی در فیلم پسران هندی اشاره کرد.

## فیلم‌شناسی
فهرست برخی از فیلم‌هایی که ساتیش کایشیک در آن‌ها به ایفای نقش پرداخته‌است:
- پسران هندی
- دیوانه مستانه
- ما همدیگر را خواهیم دید
- پنجاب مرتفع
- آقا و خانم بازیکن
- ما کمتر از دیگران نیستیم
- خانم خوشگله قبول میکنه
- عشق اتفاق می‌افتد
- نوشیدنی
- شورش را درآوردی
- بیا برگردیم
- مهمان
- اراذل
- آقای بزرگ آقای کوچک
- یوشیلای
- یکسان
- درقلب شما هستیم
- داماد
- متعهد عشق
- این هفت روز
- بازی با آتش
- صیاد
- تهذیب
- سبک
- بی‌خانمان خارجی
- سلام انگلیس
- دیوانه روانی عاشق ۳
- عزیزم بریم خونه بابام
- نمایشنامه سرنوشت
- خاله شماره یک
- مردی غریب
- جلوه
- چون من دروغ نمی‌گویم
- فقط اجازه دهید بروم دوستان
- شادکامی دو برابر
- بازار
- جاده
- بوپال: دعا برای باران
- شورشی ۳
- دریچه دل
- مگه دیوانه‌ای
- چاتور سینگ دو ستاره
- راجاجی
- شارمجی نامکین
- همه‌جا دزد هست
- برادر کسی عشق کسی
- دختر چترفروش
- زرد خالی
- کاغذ ۲
- دریا دل
- شهر طلا